# Prijetnja nacionalnoj sigurnosti
Prijetnja, kad se radi o nacionalnoj sigurnosti, predstavlja događaj, proces ili djelovanje kojim se može ili namjerava ugroziti nacionalnu sigurnost i onemogućiti ili otežati ostvarivanje ciljeva definiranih strategijom nacionalne sigurnosti.